# Май-май

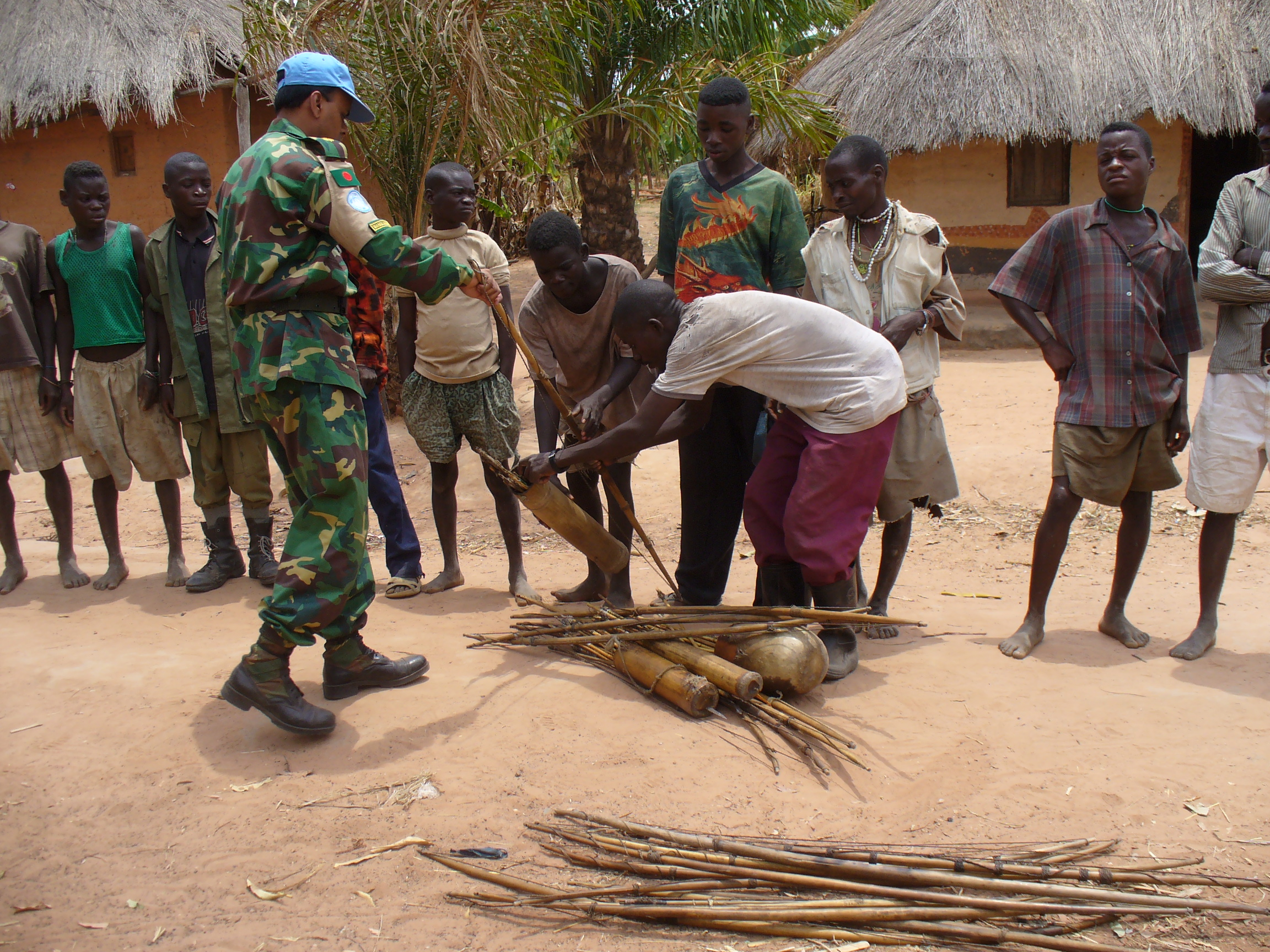
Боевики май-май сдают оружие персоналу ООН в Северной Катанге, 2006 год.

Май-май или майи-майи  — общее название вооруженных отрядов местного населения, действующих в Демократической Республике Конго (ДРК). Большинство из них было образовано, чтобы противостоять вторжению конголезских повстанческих групп из Руанды. Некоторые отряды май-май сформировались, чтобы использовать войну в своих интересах путем грабежей, угона скота или бандитизма.
Группы, подпадающие под общий термин «май-май», включают вооруженные отряды, возглавляемые полевыми командирами, старейшинами племен, деревенскими главами и / или политически мотивированными членами сопротивления. Различные группы «май-май» в разное время вступали в союз с различными национальными и иностранными правительственными и партизанскими группами.
Название происходит от слова "maji", обозначающего воду на языке суахили, поскольку ополченцы обрызгивают себя водой для защиты от пуль.

## События, связанные с Май-май
- 2002, октябрь —  силы Май-май захватили город Умира, временно выбив оттуда РКД[2]
- 2008, 6 ноября — ополчение май-май выбито войсками КНДП из города Киванья в 80 км от города Гома[3]
- 2021, январь. В национальном парке Вирунга на востоке ДРК были убиты шестеро лесников. Патруль лесников (рейнджеров) попал в засаду и был расстрелян. Власти обвиняют в нападении местный май-май.  В Вирунге обитает редкий вид горных горилл. Охрана парка часто подвергается нападения браконьеров: в апреле 2020 года было убито 13 рейнджеров[4].